# Лејк Милс (Висконсин)
Лејк Милс (енгл. Lake Mills) град је у америчкој савезној држави Висконсин.

## Демографија
По попису из 2010. године број становника је 5.708, што је 865 (17,9%) становника више него 2000. године.
| Група             | 2000.         | 2010.         |
| Белци             | 4.647 (96,0%) | 5.370 (94,1%) |
| Афроамериканци    | 8 (0,2%)      | 39 (0,7%)     |
| Азијати           | 42 (0,9%)     | 27 (0,5%)     |
| Хиспаноамериканци | 113 (2,3%)    | 216 (3,8%)    |
| Укупно            | 4.843         | 5.708         |